# Primera división del fútbol de Rosario
La primera división del fútbol de Rosario es la máxima categoría que disputan los equipos de los clubes afiliados, sucesivamente, a la Liga Rosarina de Fútbol (entre 1907 y 1930), la Federación Rosarina de Football (en 1913), la Asociación Amateurs Rosarina de Football (1920 y 1921) y a la Asociación Rosarina de Fútbol (desde 1931 en adelante). A partir de 1913, el ganador del campeonato de Primera División del fútbol de Rosario obtenía el derecho a disputar la Copa Dr. Carlos Ibarguren para definir al "Campeón Argentino", ante el campeón de la Primera División de Argentina.
Las instituciones se encuentran ubicadas en el Gran Rosario, provincia de Santa Fe, Argentina, cuyo aglomerado urbano incluye a la propia ciudad y a localidades situadas en el departamento San Lorenzo y en el mismo departamento Rosario. 

## Historia

### Amateurismo

#### Antecedentes: la Copa Santiago Pinasco
Entre 1900 y 1907, los equipos de los clubes Rosario Athletic y Rosario Central participaban de la Copa de Competencia de Primera División, que era organizada por la Argentine Football Association, entidad predecesora de la AFA, en la que intervinieron también, hasta 1906, clubes de la ciudad de Montevideo, República Oriental del Uruguay.
En 1905, a instancias del presidente de Newell's Old Boys, Víctor Heitz, fueron convocados los representantes de Atlético del Rosario, Rosario Central y Atlético Argentino, dando lugar a la creación de la Liga Rosarina de Fútbol. Esta entidad organizó un torneo de segunda división, que se constituyó en la primera competición autónoma de la provincia.  El trofeo que premió al ganador fue una copa donada por el intendente de Rosario, Santiago Pinasco. Debido a eso, el concurso se denominó Copa Santiago Pinasco. 
En su segunda reunión, la Liga decidió que los equipos que disputaban la Copa de Competencia no podrían utilizar a los jugadores que participaban de ese certamen en el torneo local, por lo que Atlético del Rosario y Rosario Central estaban impedidos de presentar su primer equipo.

#### Se crea la Primera División: la Copa Nicasio Vila y las divisiones en el fútbol rosarino
En 1907, por el fuerte crecimiento que tenía el fútbol, en el país en general y en la ciudad en particular, se creó la Copa Nicasio Vila, como campeonato de primera división, y a la Copa de Competencia pasó a disputarla el ganador de ese torneo. El trofeo tomó su nombre en honor al por entonces intendente de la ciudad, don Nicasio Vila. Por su parte, la Copa Pinasco siguió siendo el campeonato de segunda división, y también se creó la Copa Comercio, como torneo de tercera categoría.
Hacia fines de 1912 se produjo una división en el fútbol rosarino, y varios clubes pasaron a conformar la Federación Rosarina de Football, con sede instalada en el local de calle San Lorenzo 1220. Esa entidad disputó, en 1913, su propio campeonato de primera división. Tomaron parte del mismo 5 equipos, los 3 que renunciaron a la Liga: Rosario Central, Tiro Federal y Sparta, y los novatos Embarcaderos Córdoba y Rosario (que más tarde sería Argentino de Rosario), y Brown, de la ciudad de Santa Fe.
En 1914 se resolvieron los conflictos y ambas entidades —Liga y Federación— se fusionaron. Así, los clubes que habían sido excluidos de la Liga Rosarina volvieron a competir en la Copa Nicasio Vila de aquel año.
Los problemas con la directiva de la LRF volvieron a suceder en 1920. Ese año, Rosario Central junto a otros clubes, abandonaron nuevamente la Liga Rosarina y fundaron la llamada Asociación Amateurs Rosarina de Football, que disputó sus propios concursos en 1920 y 1921. En 1922, solucionados los conflictos, tanto Central como el resto de los equipos disidentes volvieron a participar en el campeonato oficial.
A partir de 1913, el ganador de este certamen obtenía el derecho a disputar la Copa Dr. Carlos Ibarguren, ante el campeón de la Primera División de Argentina. La Copa Nicasio Vila se disputó hasta 1930.

### Profesionalismo

#### Torneo Gobernador Luciano Molinas
En el año 1931 el fútbol argentino sufrió una gran transformación. Los jugadores pasaron del amateurismo marrón al profesionalismo, y de esta manera se blanqueó el cobro de sueldos por su trabajo como futbolistas. Así, en Rosario se creó la nueva Asociación Rosarina de Fútbol, y comenzaron a disputarse los primeros campeonatos profesionales.
Belgrano, Central Córdoba, Argentino de Rosario, Newell's Old Boys, Provincial, Rosario Central, Sparta, Tiro Federal y Club Washington pasarían a ser parte de la mencionada Asociación. El campeonato de primera división que se jugó de manera completa, en 1932, recibió el nombre de Torneo Gobernador Luciano Molinas, en honor al por entonces gobernador de la provincia de Santa Fe, Luciano Molinas, y reemplazó a la Copa Nicasio Vila. Al mismo tiempo, la Copa Santiago Pinasco continuaría siendo el campeonato de segunda división.
Por otra parte, los clubes Alberdi New Boys, Ascot, Atlantic Sportsmen, Belgrano Old Boys, Calzada, Estudiantes de Rosario, Fisherton, Intercambio, Talleres Rosario Puerto Belgrano y Zavalla continuarían en la amateur LRF.
En la década del 30, Newell's Old Boys y Rosario Central solicitaron su incorporación a los torneos nacionales de la Argentina. Lograda la afiliación directa a la Asociación del Fútbol Argentino, comenzaron a participar en el Campeonato de Primera División de 1939. Algo similar ocurrió años más tarde con Central Córdoba y Argentino de Rosario, aunque iniciaron su participación en los torneos de ascenso.
Por lo tanto, esos equipos disputan los campeonatos organizados por la Asociación Rosarina presentando formaciones alternativas, conformadas por futbolistas amateurs. Tiro Federal, a pesar de no estar directamente afiliado a la AFA, también disputa el campeonato local con un equipo alternativo, dado que participa regularmente de los certámenes de ascenso para los equipos afiliados indirectamente.

### Copas oficiales de la L.R.F. y la A.R.F.
Paralelamente a la Copa Nicasio Vila (campeonato de Primera División de la Liga Rosarina de Fútbol), la L.R.F. organizaba Copas locales oficiales con sus equipos.
El primer torneo de Copa que organizó la Liga Rosarina de Football fue la "Copa Damas de Caridad", cuyas recaudaciones se destinaban con fines benéficos. El trofeo fue donado por la Sociedad de Damas de Caridad. Esta copa se jugó entre 1910 y 1916 inclusive. 
En 1922 la Liga Rosarina de Fútbol organizó una Copa oficial llamada “Estímulo”. La misma, se disputó en la segunda mitad del año y tuvo a todos los equipos divididos en dos zonas: la "A" la ganó Tiro Federal, mientras que la "B" fue ganada por Rosario Central. En la final se impuso el conjunto canalla 1 a 0 con gol de Ennis Hayes.
En 1925, volvió a jugarse la Copa Estímulo, esta vez con el sistema de disputa de todos contra todos a una rueda, con fechas intercaladas con las de la Copa Nicasio Vila de Primera División que se disputó a la par. El campeón de dicho certamen fue Newell´s, quien derrotó 3 a 1 a Central en la final de torneo. 
En 1927, la Liga Rosarina de fútbol organizó una copa oficial que se disputó en el último trimestre de aquel año, la cual se llamó Copa Schlau. Esta Copa fue donada por la Cervecería Schlau, por lo que la Liga le puso ese nombre en lugar de ponerle "Estímulo", como ya era habitual llamarla. Se jugó en dos zonas todos contra todos: en la Zona "A" Rosario Central terminó primero junto a Nacional de Rosario (hoy llamado Argentino de Rosario). El partido desempate fue ganado por  Nacional, que se ganó el derecho de ir a la final. En la Zona "B", Tiro Federal terminó primero. La final se jugó el 18 de diciembre de 1927 y la ganó Tiro Federal 2 a 0.
A fines de ese 1931, la flamante Asociación Rosarina realizó antes de terminar el año un campeonato corto, con juegos eliminatorios a un partido. En la final se enfrentaron Tiro Federal y Central Córdoba, que con goles de Vicente Aguirre, Medina, y dos de Morales ganó 4 a 0: el club del barrio Tablada ganó así su primer título oficial de primera división.
En 1933, la Asociación Rosarina volvió a implementar la Copa Estímulo como inicio a la competición de la Liga oficial, y el ganador fue Newell´s.
Ya en 1934, la ARF decide cambiar el nombre del torneo, y lo llama Torneo Preparación de la Asociación Rosarina de Fútbol. Al igual que la Copa Estímulo, este fue un campeonato oficial profesional organizado por la Asociación Rosarina, y que marcaba el inicio de la temporada futbolística rosarina previo al comienzo del Torneo Gobernador Luciano Molinas (liga de Primera División profesional). Se jugaba desde abril hasta fines de junio con el sistema de todos contra todos en una sola rueda. El primer campeón fue Central Córdoba. 
El Torneo Preparación fue reemplazado en 1937 por el Torneo Hermenegildo Ivancich, con el mismo sistema de disputa, pero jugándose íntegramente después del Torneo Molinas (como en su primera edición, de 1937), o bien antes del mismo (como en su segunda edición). El campeón del primer torneo fue Rosario Central.

## Estadísticas generales

### Liga Rosarina, Federación Rosarina y Asociación Amateurs Rosarina (1907 - 1930)
| Temporada   | Torneo           | N.º de equipos | Campeón | Subcampeón              | Tercero                             |
| ----------- | ---------------- | -------------- | --- | ----------------------- | ----------------------------------- |
| 1907        | Primera División | 6              | Newell's Old Boys (18)                                                                                     | Rosario Central (15)    | Rosario Athletic (XX)               |
| 1908        | Primera División | 6              | Rosario Central (20)                                                                                       | Newell's Old Boys (14)  | Rosario Athletic (10)               |
| 1909        | Primera División | 6              | Newell's Old Boys                                                                                          | Rosario Central         | -                                   |
| 1910        | Primera División | 5              | Newell's Old Boys (19)                                                                                     | Rosario Central (14)    | Tiro Federal (11)                   |
| 1911        | Primera División | 7              | Newell's Old Boys (20)                                                                                     | Rosario Central (18)    | Tiro Federal (XX)                   |
| 1912        | Primera División | 8              | Torneo suspendido por el cisma del fútbol rosarino. No terminó de disputarse ni hubo un campeón declarado. |                         |                                     |
| 1913 (LRF)  | Primera División | 7              | Newell's Old Boys (21)                                                                                     | Rosario Athletic (20)   | Argentino (16)                      |
| 1913 (FRF)  | Primera División | 5              | Rosario Central (16)                                                                                       | Tiro Federal (XX)       | Embarcaderos Córdoba y Rosario (XX) |
| 1914        | Primera División | 11             | Rosario Central (39)                                                                                       | Newell's Old Boys (34)  | Tiro Federal (29)                   |
| 1915        | Primera División | 11             | Rosario Central (38)                                                                                       | Gimnasia y Esgrima (28) | Belgrano (26)                       |
| 1916        | Primera División | 10             | Rosario Central (35)                                                                                       | Tiro Federal (30)       | Belgrano (29)                       |
| 1917        | Primera División | 10             | Rosario Central (34)                                                                                       | Tiro Federal (30)       | Central Córdoba (25)                |
| 1918        | Primera División | 10             | Newell's Old Boys (29)                                                                                     | Rosario Central (27)    | Tiro Federal (25)                   |
| 1919        | Primera División | 10             | Rosario Central                                                                                            | Newell's Old Boys       | Gimnasia y Esgrima (24)             |
| 1920 (LRF)  | Primera División | 10             | Tiro Federal (31)                                                                                          | Newell's Old Boys (30)  | Belgrano (27)                       |
| 1920 (AARF) | Primera División | 5              | Rosario Central                                                                                            |                         |                                     |
| 1921 (LRF)  | Primera División | 13             | Newell's Old Boys (42)                                                                                     | Tiro Federal (37)       | Central Córdoba (33)                |
| 1921 (AARF) | Primera División | 6              | Rosario Central                                                                                            |                         |                                     |
| 1922        | Primera División | 16             | Newell's Old Boys (29)                                                                                     | Nacional (25)           | Belgrano (25)                       |
| 1923        | Primera División | 15             | Rosario Central (55)                                                                                       | Newell's Old Boys (42)  | Nacional (37)                       |
| 1924        | Primera División | 15             | Belgrano                                                                                                   | Tiro Federal            | Rosario Central                     |
| 1925        | Primera División | 15             | Tiro Federal (50)                                                                                          | Newell's Old Boys (48)  | Belgrano (42)                       |
| 1926        | Primera División | 15             | Tiro Federal (48)                                                                                          | Newell's Old Boys (46)  | Belgrano (42)                       |
| 1927        | Primera División | 11             | Rosario Central (28)                                                                                       | Tiro Federal (28)       | Newell's Old Boys (21)              |
| 1928        | Primera División | 11             | Rosario Central                                                                                            | Newell's Old Boys       | Nacional (28)                       |
| 1929        | Primera División | 11             | Newell's Old Boys                                                                                          | Central Córdoba         | Tiro Federal (28)                   |
| 1930        | Primera División | 12             | Rosario Central (38)                                                                                       | Central Córdoba (36)    | Newell's Old Boys (30)              |

#### Resumen estadístico
| Equipo                       | Campeón | Subcampeón | Tercero |
| ---------------------------- | ------- | ---------- | ------- |
| Rosario Central              | 13      | 5          | 1       |
| Newell's Old Boys            | 9       | 8          | 2       |
| Tiro Federal                 | 3       | 6          | 5       |
| Belgrano (Rosario)           | 1       | 0          | 5       |
| Central Córdoba              | 0       | 2          | 3       |
| Argentino (Rosario)          | 0       | 1          | 3       |
| Rosario Athletic             | 0       | 1          | 2       |
| Gimnasia y Esgrima (Rosario) | 0       | 1          | 2       |
| Provincial B                 | 0       | 0          | 1       |

### Asociación Rosarina de fútbol (1931 - 1938)
| Temporada | Torneo           | N.º de equipos | Campeón                | Subcampeón             | Tercero                |
| --------- | ---------------- | -------------- | ---------------------- | ---------------------- | ---------------------- |
| 1931      | Primera División | 9              | Newell's Old Boys (23) | Central Córdoba (22)   | Nacional (20)          |
| 1932      | Primera División | 9              | Central Córdoba (41)   | Newell's Old Boys (39) | Rosario Central (28)   |
| 1933      | Primera División | 9              | Newell's Old Boys (27) | Tiro Federal (22)      | Central Córdoba (20)   |
| 1934      | Primera División | 9              | Newell's Old Boys (26) | Rosario Central (23)   | Central Córdoba (22)   |
| 1935      | Primera División | 10             | Newell's Old Boys (31) | Rosario Central (28)   | Argentino (24)         |
| 1936      | Primera División | 10             | Central Córdoba (31)   | Newell's Old Boys (29) | Argentino (26)         |
| 1937      | Primera División | 8              | Rosario Central (24)   | Newell's Old Boys (17) | Argentino (16)         |
| 1938      | Primera División | 8              | Rosario Central (22)   | Argentino (20)         | Newell's Old Boys (19) |

Según se mencionara anteriormente, en 1939 Newell's Old Boys y Rosario Central se incorporan a los torneos nacionales de AFA, disputando los torneos locales de ARF con equipos alternativos.

#### Resumen estadístico
| Equipo              | Campeón | Subcampeón | Tercero |
| ------------------- | ------- | ---------- | ------- |
| Newell's Old Boys   | 4       | 3          | 1       |
| Rosario Central     | 2       | 2          | 1       |
| Central Córdoba     | 2       | 1          | 2       |
| Argentino (Rosario) | 0       | 1          | 4       |
| Tiro Federal        | 0       | 1          | 0       |

#### Suma de títulos oficiales de Liga de Primera entre amateurismo y profesionalismo
Sólo se tienen en cuenta los campeonatos de Primera División.
| Equipo                       | Campeón | Subcampeón | Tercero |
| ---------------------------- | ------- | ---------- | ------- |
| Rosario Central              | 15      | 7          | 2       |
| Newell's Old Boys            | 13      | 11         | 3       |
| Tiro Federal                 | 3       | 7          | 5       |
| Central Córdoba              | 2       | 3          | 5       |
| Belgrano (Rosario)           | 1       | 0          | 5       |
| Argentino (Rosario)          | 0       | 2          | 7       |
| Rosario Athletic             | 0       | 1          | 2       |
| Gimnasia y Esgrima (Rosario) | 0       | 1          | 2       |
| Provincial B                 | 0       | 0          | 1       |

### Asociación Rosarina de fútbol (1939 - presente)
- 1939 Central Córdoba
- 1940 Rosario Central
- 1941 Newell's Old Boys
- 1942 Rosario Central
- 1943 Rosario Central
- 1944 Argentino de Rosario
- 1945 Newell's Old Boys
- 1946 Newell's Old Boys
- 1947 Central Córdoba
- 1948 Argentino de Rosario
- 1949 Rosario Central
- 1950 Newell's Old Boys
- 1951 Rosario Central
- 1952 Talleres Belgrano
- 1953 Talleres Belgrano
- 1954 Central Córdoba
- 1955 Central Córdoba
- 1956 Talleres Belgrano
- 1957 Central Córdoba
- 1958 Newell's Old Boys
- 1959 Rosario Central
- 1960 Sportivo Fútbol Club
- 1961 Rosario Central
- 1962 Rosario Central
- 1963 Rosario Central
- 1964 Talleres Rosario Puerto Belgrano
- 1965 Newell's Old Boys
- 1966 Newell's Old Boys
- 1967 Central Córdoba
- 1968 Rosario Central
- 1969 Rosario Central
- 1970 Newell's Old Boys
- 1971 Rosario Central
- 1972 Newell's Old Boys
- 1973 Rosario Central
- 1974 Rosario Central
- 1975 Rosario Central
- 1976 Newell's Old Boys
- 1977 Newell's Old Boys
- 1978 Renato Cesarini
- 1979 Rosario Central
- 1980 Newell's Old Boys
- 1981 Newell's Old Boys
- 1982 Rosario Central
- 1983 Newell's Old Boys
- 1984 Newell's Old Boys
- 1985 Newell's Old Boys
- 1986 Newell's Old Boys
- 1987 Rosario Central
- 1988 Rosario Central
- 1989 Central Córdoba
- 1990 Rosario Central
- 1991 Newell's Old Boys
- 1992 Newell's Old Boys
- 1993 Newell's Old Boys[12][13]
- 1994 Frigorífico Paladini
- 1995 Renato Cesarini
- 1996 Newell's Old Boys
- 1997 Rosario Central
- 1998 Tiro Federal Argentino
- 1999 Tiro Federal Argentino
- 2000 Tiro Federal Argentino
- 2001 Tiro Federal Argentino
- 2002 San José (Rosario)
- 2003 Rosario Central[14]
- 2004 Renato Cesarini
- 2005 Rosario Central[15]
- 2006 Coronel Aguirre[16]
- 2007 Pablo VI[17]
- 2008 Sagrado Corazón[18]
- 2009 Coronel Aguirre
- 2010 Rosario Central
- 2011 Rosario Central
- 2012 Newell's Old Boys
- 2013 Pablo VI
- 2014 Pablo VI
- 2015 Newell's Old Boys
- 2016 Newell's Old Boys
- 2017 Unión de Álvarez
- 2018 Coronel Aguirre
- 2019 Central Córdoba
- 2020 No disputado.
- 2021 Newell's Old Boys
- 2022 Torneo declarado desierto luego de incidentes sucedidos en el clásico rosarino de octubre de 2022.[19]
- 2023 Coronel Aguirre. [20]

#### Resumen estadístico ARF (1931 - presente)
- Newell's Old Boys 29

- Rosario Central 27

- Central Córdoba 10

- Tiro Federal Argentino 4

- Coronel Aguirre 4

- Talleres Belgrano 3

- Pablo VI 3

- Club Renato Cesarini 3

- Argentino de Rosario 2

- Belgrano 1

- Frigorífico Paladini 1

- Sportivo Fútbol Club 1

- San José (Rosario) 1

- Sagrado Corazón 1

- Talleres Rosario Puerto Belgrano 1

- Unión de Álvarez 1

### Copas locales oficiales (1910 - 1938)

#### Campeones de la Copa Damas de Caridad
- 1910: Rosario Central
- 1911: Tiro Federal
- 1912: No se disputó
- 1913: Newell's Old Boys
- 1914: Rosario Central
- 1915: Rosario Central
- 1916: Rosario Central

#### Campeones de la Copa Estímulo
- 1922 Rosario Central
- 1925 Newell's Old Boys
- 1927 Tiro Federal (Copa Schlau)
- 1931 Central Córdoba
- 1933 Newell's Old Boys

#### Campeones del Torneo Preparación
- 1934 Central Córdoba
- 1935 Argentino de Rosario
- 1936 Rosario Central

#### Campeones del Torneo Ivancich
- 1937 Rosario Central
- 1938 Argentino de Rosario

#### Resumen estadístico de campeones de Copas locales oficiales hasta 1938
A partir de 1939, Rosario Central y Newell´s Old Boys al ingresar a los campeonatos de AFA, disputan este torneo con futbolistas juveniles que no son profesionales.
- Rosario Central 7

- Newell's Old Boys 3

- Argentino de Rosario 2

- Central Córdoba 2

- Tiro Federal 2

### Copas locales oficiales desde 1939 al presente
- 1939 Provincial
- 1940 No Hubo[21]
- 1941 Central Córdoba
- 1942 Central Córdoba
- 1943 Newell's Old Boys
- 1944 Newell's Old Boys
- 1945 Newell's Old Boys
- 1946 Newell's Old Boys
- 1947 Rosario Central
- 1948 Argentino
- 1949 Talleres Belgrano
- 1950 Newell's Old Boys
- 1952 Argentino
- 1955 Newell's Old Boys
- 1964 Sportivo F.C. de Álvarez
- 1966 Rosario Central
- 1969 Rosario Central
- 1970 Rosario Central
- 1971 Newell's Old Boys
- 1972 Rosario Central
- 1973 Rosario Central
- 1975 Rosario Central
- 1976 Newell's Old Boys
- 1978 Rosario Central
- 1984 Argentino
- 1991 Newell's Old Boys
- 1995 1.º de Mayo
- 1996 Newell's Old Boys
- 1997 Unión y Sociedad Italiana de Álvarez
- 1998 Renato Cesarini
- 1999 1.º de Mayo
- 2000-01 PCC San Jose
- 2001-02 Rosario Central
- 2002-03 Newell's Old Boys
- 2004[22] Tiro Federal
- 2005[23] Newell's Old Boys
- 2007 Central Córdoba
- 2008 Argentino
- 2009 Central Córdoba
- 2010 Newell's Old Boys[24]
- 2011 Oriental
- 2012 Unión y Sociedad Italiana de Álvarez
- 2013 Rosario Central
- 2014 Newell's Old Boys
- 2015 Newell's Old Boys
- 2016 No se disputó
- 2017 Unión de Álvarez
- 2018 Central Córdoba

#### Resumen estadístico de Copas locales oficiales (1910 - presente)
- Newell's Old Boys 18

- Rosario Central 18

- Central Córdoba 7

- Argentino 6

- Tiro Federal 3

- 1.º de Mayo, y Unión y Soc. Italiana 2

- Provincial, Talleres Belgrano, San José, Sportivo F. C, Club Renato Cesarini, Oriental y Unión de Álvarez 1

### Clasificación histórica

#### Amateurismo
Las presentes tablas solo toman los datos pertenecientes a partidos correspondientes a la Liga Rosarina de Fútbol. No se incluyen en las mismas los cotejos de Rosario Central disputados en la Federación Rosarina de Fútbol de 1913, ni los de la  Asociación Amateurs de 1920 y 1921 por ser ligas disidentes a la LRF, aunque son reconocidas por la AFA. Vale aclarar que estas 2 ligas fueron ganadas por Rosario Central. Tampoco se incluyen los datos del campeonato de 1909, ya que no hubo registros.
| POS | CLUB                      | PTS | PJ  | G   | E  | P   | GF   | GC  | DIF  | PROM  |
| --- | ------------------------- | --- | --- | --- | -- | --- | ---- | --- | ---- | ----- |
| 1   | Newell's Old Boys         | 622 | 412 | 284 | 54 | 74  | 1051 | 409 | 642  | 1,510 |
| 2   | Rosario Central           | 616 | 379 | 289 | 38 | 52  | 1043 | 238 | 805  | 1,625 |
| 3   | Tiro Federal              | 530 | 373 | 239 | 52 | 82  | 803  | 338 | 465  | 1,421 |
| 4   | Belgrano (Ros.)           | 459 | 331 | 206 | 47 | 78  | 696  | 408 | 288  | 1,387 |
| 5   | Central Córdoba           | 457 | 367 | 196 | 65 | 106 | 724  | 509 | 215  | 1,245 |
| 6   | Argentino (Ros.)          | 353 | 346 | 147 | 59 | 140 | 520  | 489 | 31   | 1,020 |
| 7   | Sparta                    | 276 | 355 | 106 | 64 | 185 | 415  | 627 | -212 | 0,777 |
| 8   | Atlántic Sportsmen        | 166 | 266 | 65  | 36 | 165 | 321  | 685 | -364 | 0,624 |
| 9   | Gimnasia y Esgrima (Ros.) | 163 | 158 | 68  | 27 | 63  | 231  | 238 | -7   | 1,032 |
| 10  | Estudiantes               | 159 | 233 | 66  | 27 | 140 | 307  | 511 | -204 | 0,682 |
| 11  | Provincial                | 151 | 301 | 60  | 31 | 210 | 205  | 830 | -625 | 0,502 |
| 12  | Rosario Puerto Belgrano   | 139 | 180 | 54  | 31 | 95  | 227  | 326 | -99  | 0,772 |
| 13  | Calzada                   | 113 | 166 | 44  | 25 | 97  | 223  | 385 | -162 | 0,681 |
| 14  | Riberas del Paraná        | 103 | 155 | 39  | 25 | 91  | 181  | 285 | -104 | 0,665 |
| 15  | Alberdi New Boys          | 88  | 155 | 31  | 26 | 98  | 141  | 368 | -227 | 0,568 |
| 16  | Atlético del Rosario      | 79  | 109 | 34  | 11 | 64  | 154  | 165 | -11  | 0,725 |
| 17  | Talleres (Ros.)           | 38  | 70  | 15  | 8  | 47  | 69   | 208 | -139 | 0,543 |
| 18  | Aprendices Rosarinos      | 26  | 58  | 12  | 2  | 44  | 50   | 176 | -126 | 0,448 |
| 19  | Unión                     | 20  | 22  | 9   | 2  | 11  | 38   | 19  | 19   | 0,909 |
| 20  | Washington                | 14  | 22  | 5   | 4  | 13  | 36   | 58  | -22  | 0,636 |
| 21  | Ferro Carril Santa Fe     | 7   | 39  | 3   | 1  | 35  | 6    | 21  | -15  | 0,179 |
| 22  | Fisherton                 | 5   | 20  | 2   | 1  | 17  | 16   | 56  | -40  | 0,250 |

#### Profesionalismo (solo Newell's Old Boys y Rosario Central)
| POS | CLUB              | PTS | PJ  | G  | E  | P  | GF  | GC  | DIF | PROM  |
| --- | ----------------- | --- | --- | -- | -- | -- | --- | --- | --- | ----- |
| 1   | Newell's Old Boys | 211 | 136 | 91 | 29 | 16 | 405 | 151 | 254 | 1,551 |
| 2   | Rosario Central   | 182 | 136 | 76 | 30 | 30 | 355 | 220 | 135 | 1,338 |

#### Profesionalismo (solo puntos)
| POS | Equipo                    | Puntos |
| 1   | Newell's Old Boys         | 211    |
| 2   | Central Córdoba           | 190    |
| 3   | Rosario Central           | 182    |
| 4   | Argentino (Rosario)       | 165    |
| 5   | Belgrano (Rosario)        | 139    |
| 6   | Tiro Federal              | 106    |
| 7   | Provincial                | 104    |
| 8   | Washington                | 62     |
| 9   | Sparta                    | 59     |
| 10  | Gimnasia y Esgrima (Ros.) | 12     |

#### Sumatoria entre amateurismo y profesionalismo
En la presente tabla no se incluyen los cotejos de Rosario Central disputados en la Federación Rosarina de Fútbol de 1913, ni los de la  Asociación Amateurs de 1920 y 1921 por ser ligas disidentes a la LRF, aunque son reconocidas por la AFA. Vale aclarar que estas 2 ligas fueron ganadas por Rosario Central. Tampoco se incluyen los datos del campeonato de 1909, ya que no hubo registros.
| POS | CLUB                      | PTS | PJ  | G   | E  | P   | GF   | GC  | DIF  | PROM  |
| --- | ------------------------- | --- | --- | --- | -- | --- | ---- | --- | ---- | ----- |
| 1   | Newell's Old Boys         | 820 | 537 | 375 | 70 | 92  | 1456 | 560 | 896  | 1,527 |
| 2   | Rosario Central           | 798 | 515 | 365 | 68 | 82  | 1398 | 458 | 940  | 1,550 |
| 3   | Central Córdoba           | 647 | 367 | 196 | 65 | 106 | 724  | 509 | 215  | 1,245 |
| 4   | Tiro Federal              | 636 | 373 | 239 | 52 | 82  | 803  | 338 | 465  | 1,421 |
| 5   | Belgrano (Ros.)           | 598 | 331 | 206 | 47 | 78  | 696  | 408 | 288  | 1,387 |
| 6   | Argentino (Ros.)          | 518 | 346 | 147 | 59 | 140 | 520  | 489 | 31   | 1,020 |
| 7   | Sparta                    | 335 | 355 | 106 | 64 | 185 | 415  | 627 | -212 | 0,777 |
| 8   | Provincial                | 255 | 301 | 60  | 31 | 210 | 205  | 830 | -625 | 0,502 |
| 9   | Gimnasia y Esgrima (Ros.) | 175 | 158 | 68  | 27 | 63  | 231  | 238 | -7   | 1,032 |
| 10  | Atlántic Sportsmen        | 166 | 266 | 65  | 36 | 165 | 321  | 685 | -364 | 0,624 |
| 11  | Estudiantes               | 159 | 233 | 66  | 27 | 140 | 307  | 511 | -204 | 0,682 |
| 12  | Rosario Puerto Belgrano   | 139 | 180 | 54  | 31 | 95  | 227  | 326 | -99  | 0,722 |
| 13  | Calzada                   | 113 | 166 | 44  | 25 | 97  | 223  | 385 | -162 | 0,681 |
| 14  | Riberas del Paraná        | 103 | 155 | 39  | 25 | 91  | 181  | 285 | -104 | 0,665 |
| 15  | Alberdi New Boys          | 88  | 155 | 31  | 26 | 98  | 141  | 368 | -227 | 0,568 |
| 16  | Atlético del Rosario      | 79  | 109 | 34  | 11 | 64  | 154  | 165 | -11  | 0,725 |
| 17  | Washington                | 76  | 22  | 5   | 4  | 13  | 36   | 58  | -22  | 0,636 |
| 18  | Talleres (Ros.)           | 38  | 70  | 15  | 8  | 47  | 69   | 208 | -139 | 0,543 |
| 19  | Aprendices Rosarinos      | 26  | 58  | 12  | 2  | 44  | 50   | 176 | -126 | 0,448 |
| 20  | Unión                     | 20  | 22  | 9   | 2  | 11  | 38   | 19  | 19   | 0,909 |
| 21  | Ferro Carril Santa Fe     | 7   | 39  | 3   | 1  | 35  | 6    | 21  | -15  | 0,179 |
| 22  | Fisherton                 | 5   | 20  | 2   | 1  | 17  | 16   | 56  | -40  | 0,250 |